# Tymoteusz Łuniewski
Tymoteusz Plewa-Łuniewski herbu Łukocz, pseudonim Larys (ur. 24 stycznia 1847 w Sokołowie Podlaskim, zm. 20 kwietnia 1905 w Warszawie) – polski ziemianin, wynalazca, racjonalizator, meteorolog, etnograf, archeolog, agronom i społecznik, członek Cesarskiej Akademii Nauk w Sankt Petersburgu

## Życiorys

### Młodość
Pochodził ze szlacheckiej rodziny, której gniazdem rodowym była wieś Łuniewo. Uczył się w gimnazjum w Siedlcach. Brał udział w powstaniu styczniowym. Po maturze studiował w Warszawie i w Gembloux.

### Agronom
Po powrocie z Belgii osiadł w Guzówce, gdzie prowadził gospodarstwo rolne. W 1874 roku nabył od Adama Ronikiera majątek ziemski w Korytnicy.
Jako ziemianin wprowadzał nowoczesne metody uprawy roli. Zajmował się produkcją sera limburskiego, który z powodzeniem eksportował na rynek rosyjski. Założył w swoich dobrach olejarnię, cegielnię, gorzelnię, owczarnię, stadninę koni. Miał plantację wierzby koszykowej.
Prowadził badania nad nowymi odmianami ziemniaków, sposobami ich uprawy oraz najbardziej wydajnymi metodami zbierania. Zaprojektował nowoczesny system nawadniania pól uprawnych połączony kanałami z rzeką Liwiec. Za swoje prace w dziedzinie agronomii otrzymał wiele nagród i wyróżnień.

### Etnografia
Tymoteusz Łuniewski pasjonował się archeologią i etnografią. Wraz z kolegą z lat szkolnych, Zygmuntem Glogerem, prowadził wykopaliska archeologiczne na terenie powiatu węgrowskiego i sokołowskiego. Zbierał eksponaty związane z kulturą Mazowsza i Podlasia. Publikował w czasopismach archeologicznych.
Wspólnie z Janem Karłowiczem i Zygmuntem Noskowskim prowadził badania etnograficzne. Był jednym z autorów haseł do Encyklopedii staropolskiej, Encyklopedii rolniczej i Słownika geograficznego Królestwa Polskiego i innych krajów słowiańskich. Na prośbę Zygmunta Glogera napisał do jego Encyklopedii staropolskiej dwa hasła Radło i Socha. Jego nazwisko jako współtwórcę tej encyklopedii wymienia autor w posłowiu tomu IV .
Za badania i prace w dziedzinie meteorologii został członkiem korespondentem Głównego Obserwatorium Fizycznego w Sankt Petersburgu oraz członkiem korespondentem Poznańskiego Towarzystwa Przyjaciół Nauk. Był też członkiem Cesarskiej Akademii Nauk.

### Społecznik
W swojej działalności Tymoteusz Łuniewski dużo uwagi poświęcał pracy samorządowej i społecznej. Był sędzią w gminie, radcą powiatowym ubezpieczeń, współzałożycielem Towarzystwa Wzajemnego Kredytu w Siedlcach. Opracowywał program rozwoju guberni siedleckiej. Wspierał finansowo budowę pomników Adama Mickiewicza i Fryderyka Chopina w Warszawie.  

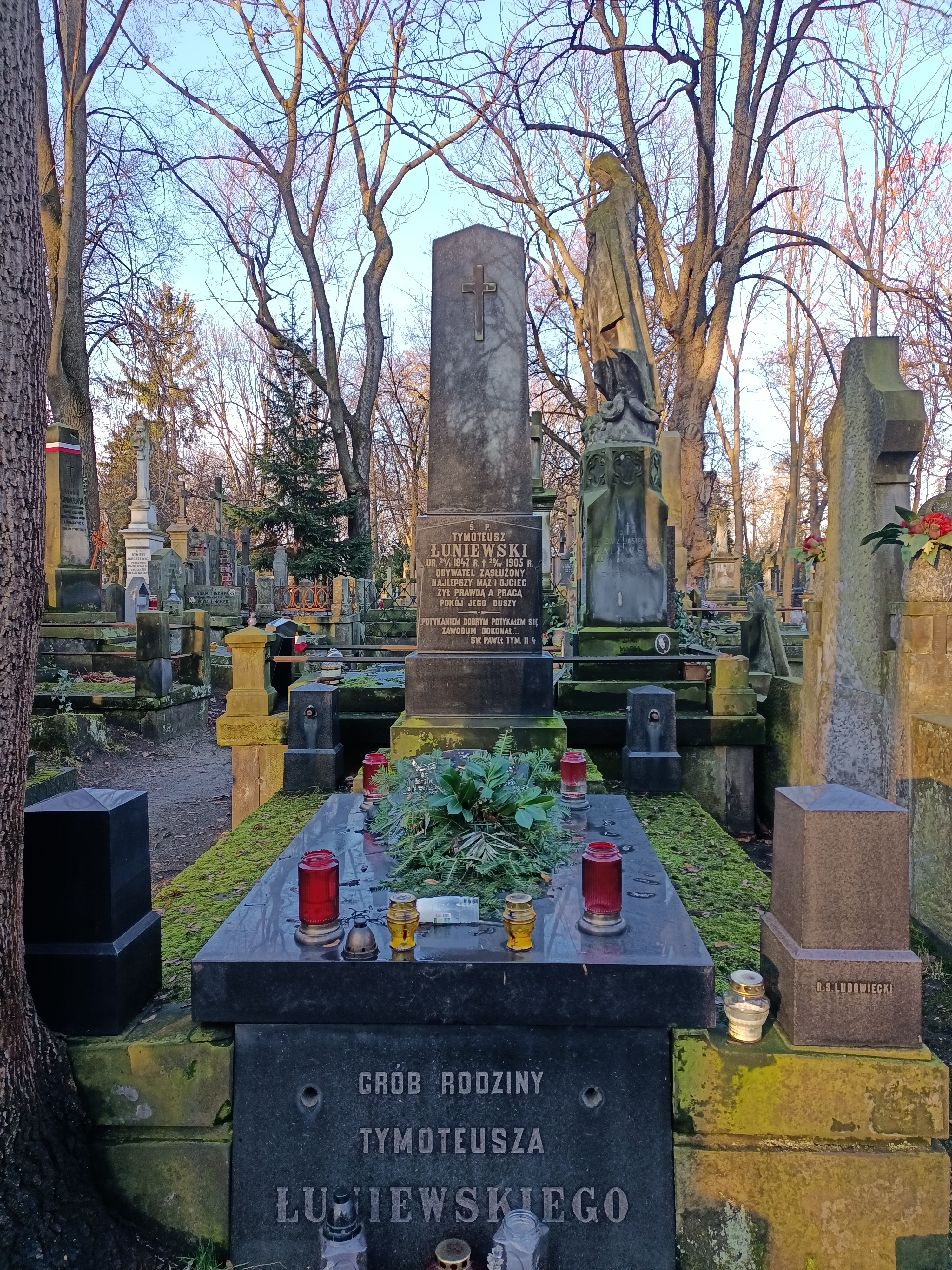
Grób Tymoteusza Łuniewskego na cmentarzu Powązkowskim

W 1902 roku po sprzedaży majątku ziemskiego w Korytnicy Holder-Eggerom osiadł w Łaziskach. Zmarł w Warszawie. Pochowany został na cmentarzu Powązkowskim (kwatera D-4-29/30).
Materiały archiwalne Tymoteusza Łuniewskiego znajdują się w PAN Archiwum w Warszawie pod sygnaturą III-65.